# Boophis feonnyala
Boophis feonnyala es una especie de anfibios de la familia Mantellidae.
Es endémica de Madagascar.
Su hábitat natural incluye bosques bajos y secos, ríos, lagos de agua dulce, zonas previamente boscosas ahora muy degradadas y áreas de almacenamiento de agua.